# یواس‌اس فالون (ای‌پی‌ای-۸۱)
یواس‌اس فالون (ای‌پی‌ای-۸۱) (به انگلیسی: USS Fallon (APA-81)) یک کشتی بود که طول آن ۴۲۶ فوت (۱۳۰ متر) بود. این کشتی در سال ۱۹۴۴ ساخته شد.